# روي فاريل
روي فاريل (بالإنجليزية: Roy Farrell)‏ هو شخصية أعمال أمريكي، ولد في 19 يونيو 1912، وتوفي في 3 يناير 1996 في فيرنون في الولايات المتحدة.